# Burgerschapsprijs Stichting P&V
De Burgerschapsprijs is een jaarlijkse prijs die wordt uitgereikt door de Stichting P&V aan personen of organisaties die werken voor een open, democratische, tolerante en solidaire samenleving. De prijs bestaat sinds 2005.

## Winnaars
- 2005 - Fadéla Amara (voorzitster Ni Putes Ni Soumises) en Job Cohen (burgemeester Amsterdam)
- 2006 - Wannes Van de Velde (zanger) en broers Jean-Pierre en Luc Dardenne (filmregisseurs)
- 2007 - Khady Koita (mensenrechtenactiviste)
- 2008 - Jeanne Devos (Zuster, mensenrechtenactiviste en oprichtster National Domestic Workers Movement) en Simone Susskind (Joods-Palestijns vredeactivist en voorzitster Actions dans la Méditérranée)[2]
- 2009 - Les Territoires de la Mémoire en Kif Kif
- 2010 - Jacqueline Rousseau (stichtster van Adeppi) en Guido Verschueren (directeur gevangenis Leuven)
- 2011 - Stéphane Hessel (vredesactivist en auteur)
- 2012 - Dr. Izzeldin Abuelaish (vredesactivist)
- 2013 - Jan Goossens (directeur KVS)
- 2014 - Reinhilde Decleir (actrice en oprichtster Tutti Fratelli) en Ho Chul Chantraine (oprichter Agricovert)[3]
- 2015 - Frans De Clerck (oprichter Triodos België) en Eric Domb (oprichter en ceo Pairi Daiza)
- 2016 - Jan Nolf (ere-vrederechter) en Michel Claise (onderzoeksrechter)
- 2017 - Paul Collier (Britse econoom)
- 2018 - Michel Pradolini (Belgisch ondernemer en bezieler van de SC City Pirates Antwerpen)
- 2019 - Virginie Nguyen Hoang (Belgisch fotojournaliste) en Geert Mak (Nederlands historicus en journalist)
- 2020 - Waad Al-Kateab (Syrisch journaliste, regisseuse en activiste)
- 2021 - Jean Drèze (Belgisch-Indiaas econoom en activist)
- 2022 - Dorottya Rédia (Hongaarse LGBTQI+ activiste)
- 2023 - Adil El Arbi (geëngageerd filmregisseur)
- 2024 - Seppe Nobels (chef en bezieler van InstroomArt) en Maïté Meeûs (feministe en oprichtster van Balance ton Bar)